# Dieciséis de Julio
Dieciséis de Julio es una localidad argentina del partido de Azul, provincia de Buenos Aires. 

## Antecedentes
Esta localidad creció a la vera de la estación del Ferrocarril Sud. La estación se habilitó junto con el ramal, el 1 de marzo de 1912 y el pueblo que está a 500 metros se fundó con un remate de tierras, poco después. En sus inmediaciones se conservan los restos del Fortín Miñana, construido en 1861 y existe un yacimiento arqueológico, La Moderna, allí se hallaron restos humanos de 10 000 años de antigüedad. Cuenta con un jardín de infantes y la escuela N.º 20. El Club Atlético 16 de julio centraliza las actividades sociales y deportivas.

## Toponimia
Su nombre recuerda el 16 de julio de 1880 en que se celebraron las nupcias de Eladio Otamendi, familiar del Coronel Nicanor Otamendi, fundador del pueblo.

## Población
Cuenta con 111 habitantes (Indec, 2010), lo que representa un descenso del 26,5% frente a los 151 habitantes (Indec, 2001) del censo anterior.
| Gráfica de evolución demográfica de Dieciséis de Julio entre 1991 y 2010 |
|                                                                          |
| Fuente: Censos nacionales del INDEC                                      |